# Judo under sommer-OL 2016 – 63 kg (damer)
Kvindernes 63 kg i judo under sommer-OL 2016 i Rio de Janeiro blev holdt den 9. august 2016 i Carioca Arena 2.